# Буштуев, Глеб Васильевич
Гле́б Васи́льевич Бушту́ев (23 марта 1903, Павловск, Санкт-Петербургская губерния — 7 сентября 1954, Ленинград) — советский оператор игрового и неигрового кино, актёр, фронтовой кинооператор в годы Великой Отечественной войны.

## Биография
Родился в Павловске в многодетной купеческой семье. В период с 1919 по 1924 год трудился на разных предприятиях по рабочим специальностям, служил матросом I класса.
С 1924 года учился на актёрском факультете Ленинградского техникума экранного искусства, с 1926 по 1928 год — там же на операторском факультете.
С 1924 года снимался в кино, с 1925 года работал на Ленинградской фабрике «Ленинградкино» (впоследствии — «Ленфильм»), — вначале в качестве помощников режиссёра, оператора, затем оператором, был одним из художников «Парижского сапожника» (1927), а также фотографом на фильмах «Нота на колёсах» (1928) и «Новый Вавилон» (1929).
С 1933 года — оператор на Ленинградской студии «Техфильм» («Лентехфильм» — с 1936 года).
В годы Великой Отечественной войны участвовал в оборонных мерприятиях в составе команды МПВО, работал на Ленинградской объединённой киностудии в составе Главкинохроники, снимал в киногруппе Ленинградского фронта.
По окончании войны продолжил работать на «Лентехфильме» («Леннаучфильм» — с 1946 года). Кроме фильмов является автором сюжетов для «Ленинградского киножурнала».
Скончался 7 сентября 1954 года. Похоронен на Большеохтинском кладбище.

### Семья
- отец — Василий Андреевич Буштуев (1863—1938), потомственный почётный гражданин, купец 1-й гильдии, совладелец Торгового дома «Бр. Буштуевы»;
- мать — Екатерина Афанасьевна Буштуева (? — ?)[1].

## Фильмография
Оператор
Актёр
- 1924 — Скарлатина — пропойца
- 1925 — Аэро HT-54 — эпизод
- 1925 — В тылу у белых / Белое, красное, зелёное — член Совета
- 1925 — На жизнь и на смерть / Проклятьем заклеймённый / Их судьба / Один из многих / Его судьба — арестант
- 1925 — Петухи / О том, как поссорился отец Агафангел с дьяконом Гормонием и как огорчил их красноармеец Горчилин  — крестьянин
- 1925 — Степан Халтурин — рабочий
- 1926 — Катька — бумажный ранет — милиционер
- 1926 — Северное сияние — эпизод
- 1927 — Дом в сугробах — управхоз
- 1927 — Парижский сапожник — комсомолец (нет в титрах)
- 1928 — Мой сын — пожарник

## Награды
- медаль «За оборону Ленинграда» (16 июня 1943)[6].
- орден «Знак Почёта» (6 марта 1950)[9].

## Комментарии
1. ↑  Приказом Комитета по делам кинематографии СССР от 30 апреля 1942 года из-за блокады города студия «Лентехфильм» была объединена с Ленинградской студией кинохроники, такое положение продолжалось до апреля 1944 года[7].